# Alvor
Alvor és una freguesia portuguesa del municipi de Portimão, amb 15,25 km² d'àrea i 6.154 habitants (2011). La densitat de població n'és de 403,5 hab/km².
Limita amb les freguesies de: Mexilhoeira Grande (N), Portimão (I) i Odiáxere (El).

## Topònim
Alvor està associada a Portus Hannibalis, com a port fundat pel general cartaginés Hanníbal Barca, segons esmenta João de Barros: "Alvor, vila del Regne de l'Algarve, se sabia anomenar Porto de Aníbal, com diu Florian".
El 716, durant la conquesta omeia, fou arabitzada i començà a anomenar-se Albur o Alvor, nom de la serra on es construí el castell d'Alvor, del qual només resten vestigis.

## Història
Alvor fou conquistada per Sanç I el 3 de juny del 1189, però es perdé poc de temps després, i quedà definitivament dins de Portugal el 1250 amb la conquesta de l'Algarve per Alfons III.
Per decret d'Alfons V, Alvor passa al domini del comte de Faro, i el títol de comte d'Alvor el crea al 1683 Pere II, i s'elimina durant el Procés dels Távoras, per la condemna del 3r comte d'Alvor, Francisco de Assis de Távora.
A Alvor va morir, el 25 d'octubre del 1495, el rei de Portugal Joan II. Poc de temps després, Manuel I va elevar a vila la seu del municipi, estatut que perdria a la primeria del segle xix. El petit municipi era constituït només per la vila i tenia, el 1801, 1.288 habitants.
Al 1975 s'hi signà l'Acord d'Alvor, entre el govern portugués i els tres principals moviments d'alliberament d'Angola.

## Característiques
Terra de tradició marítima i pescadora, en destaca l'església parroquial pel seu pòrtico principal de gran riquesa decorativa. Hui, paral·lelament a la pesca artesana, la restauració, el comerç i el turisme en són les activitats econòmiques principals.

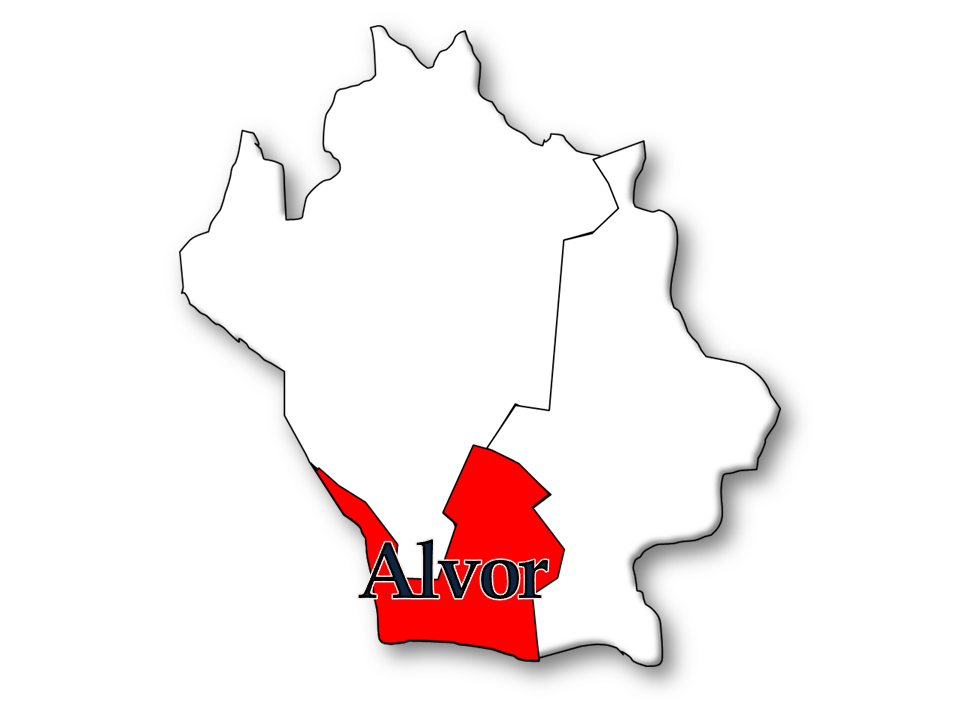
Situació de la freguesia d'Alvor al municipi de Portimão

## Població
| Població d'Alvor | Població d'Alvor | Població d'Alvor | Població d'Alvor | Població d'Alvor | Població d'Alvor | Població d'Alvor | Població d'Alvor | Població d'Alvor | Població d'Alvor | Població d'Alvor | Població d'Alvor | Població d'Alvor | Població d'Alvor | Població d'Alvor |
| ---------------- | ---------------- | ---------------- | ---------------- | ---------------- | ---------------- | ---------------- | ---------------- | ---------------- | ---------------- | ---------------- | ---------------- | ---------------- | ---------------- | ---------------- |
| 1864             | 1878             | 1890             | 1900             | 1911             | 1920             | 1930             | 1940             | 1950             | 1960             | 1970             | 1981             | 1991             | 2001             | 2011             |
| 2 157            | 2 287            | 2 443            | 3 051            | 3 102            | 2 894            | 3 342            | 3 303            | 3 751            | 3 706            | 3 956            | 4 805            | 4 236            | 4 977            | 6 154            |

A la rereguarda de la platja se situa la ria d'Alvor, una important zona humida on niuen o es protegeixen i alimenten moltes espècies d'aus.

## Patrimoni
- Castell d'Alvor o ruïnes del Fort d'Alvor
- Morabit annex a l'església parroquial d'Alvor
- Església parroquial d'Alvor o del Diví Salvador d'Alvor
- Morabit de Sâo Pedro
- Morabit de Sâo João
- Ria d'Alvor, lloc Natura 2000
- Complex Torralta Alvor
- Pol de Lectura de Alvor